# جاريت ريفرز
جاريت ريفرز (بالإنجليزية: Jarrett Rivers)‏ هو لاعب كرة قدم بريطاني في مركز نصف الجناح، ولد في 10 سبتمبر 1993 في Spennymoor ‏ في المملكة المتحدة. لعب مع نادي بلاكبول.